# Bem-estarismo
Em seu sentido mais geral, o bem-estarismo é uma teoria sobre o que tem valor ou o que importa. Pode ser definido como a visão de que o bem-estar é a única coisa que tem valor intrínseco. Os bem-estaristas puros sustentam que esse valor é diretamente determinado pelos graus individuais de bem-estar de cada entidade. Os bem-estaristas impuros, por outro lado, incluem outros fatores relacionados ao bem-estar, como se o bem-estar fosse distribuído igualmente entre as entidades sencientes. Alguns autores entendem o bem-estarismo em um sentido mais específico: não apenas como uma teoria do valor, mas também como uma teoria moral. Deste ponto de vista, o que se deve fazer é determinado, em última instância, por considerações de bem-estar. Neste sentido, muitas vezes é visto como um tipo de consequencialismo e pode tomar a forma de utilitarismo, no qual a ação, política ou regra correta é aquela que conduz à máxima quantidade de bem-estar.
É importante para várias discussões e argumentos sobre o bem-estarismo como a natureza do bem-estar é entendida. Bem-estar refere-se ao que é bom para alguém ou o que faz uma vida valer a pena viver. Os hedonistas tentam dar um relato mais substancial do bem-estar, sustentando que todas e somente as experiências de prazer e dor constituem o bem-estar de alguém. Esta visão é rejeitada pelos teóricos do desejo, que equiparam o bem-estar com o cumprimento do desejo. As teorias de listas objetivas, por outro lado, também incluem fatores objetivos ou independentes da mente como constituintes do bem-estar.
Diversos argumentos a favor e contra o bem-estarismo são encontrados na literatura acadêmica. Os argumentos a favor geralmente focalizam intuições gerais sobre a importância do bem-estar no que diz respeito à maioria dos julgamentos avaliativos. Os críticos do bem-estarismo frequentemente se concentram em contra-exemplos específicos nos quais essas intuições gerais parecem falhar. Isto inclui casos de prazeres maliciosos, o valor da beleza e da arte, e a chamada "conclusão repugnante". Algumas objeções são dirigidas especificamente ao bem-estarismo puro, mas são evitadas pelo bem-estarismo impuro.
O bem-estarismo tem sido influente no direito e na economia.

## Como uma teoria do valor
Entendido como uma teoria do valor, o bem-estarismo se preocupa com que coisas têm valor. Ele tenta fornecer um relato geral para responder a perguntas como se uma determinada coisa é boa ou qual de duas alternativas é melhor. Expresso em termos de mundos possíveis, sustenta que "o valor relativo de mundos possíveis é totalmente determinado por como os indivíduos estão se saindo". Expresso em termos de uma função, o bem-estarismo é a tese de que "a bondade relativa de estados de coisas alternativos é baseada exclusivamente nas respectivas coleções de utilidades individuais destes estados de coisas e deve ser considerada como uma função crescente deles". O valor em questão é geralmente entendido como um certo tipo de valor: valor intrínseco ou o que é bom em si mesmo. Isto é contrastado com o valor extrínseco, que pertence a coisas que são úteis como um meio para outra coisa. Neste sentido, o bem-estarismo é a visão de que o bem-estar é a única coisa que tem valor intrínseco. Isto pode ser articulado afirmando que o valor dos resultados depende, em última instância, apenas dos benefícios de cada um dos afetados. O bem-estarismo implica que quaisquer dois resultados que são idênticos em termos de bem-estar têm o mesmo valor, não importa o quanto difiram de outra forma. O bem-estar em questão é geralmente entendido em seu sentido mais amplo, ou seja, como o bem-estar não apenas dos seres humanos, mas de qualquer ser senciente.
Dentro do bem-estarismo há discordâncias sobre a forma exata como o bem-estar determina o valor. Entre as diferentes formulações do bem-estarismo, é possível distinguir entre versões puras e impuras. O bem-estarismo puro (pure welfarism) sustenta que o valor de um mundo possível depende apenas dos graus individuais de bem-estar das diferentes entidades nele. Os utilitaristas, por exemplo, focam na soma total do bem-estar de todos e sustentam que uma ação é correta se maximiza esta soma total. O bem-estar impuro (impure welfarism), por outro lado, também envolve outros fatores relacionados ao bem-estar. Estes fatores podem incluir se o bem-estar é distribuído igualmente entre as entidades e a medida em que as entidades merecem o nível de bem-estar que têm.
Uma das formas menos controversas de bem-estarismo é chamada Paretianismo fraco. Sustenta que um estado é melhor que outro estado se é melhor para todos os envolvidos, ou seja, se o bem-estar de todos é maior no primeiro estado. Mas este princípio não se aplica nos casos em que há uma troca, ou seja, onde o bem-estar de alguns aumenta enquanto diminui para outros. Os igualitaristas, por outro lado, argumentam que é mais importante aumentar o bem-estar daqueles que geralmente estão em piores condições. Esta ideia pode ser captada por uma abordagem prioritarista que leva em conta o bem-estar de todos, mas dá maior peso ao bem-estar daqueles que se encontram em piores condições. Um argumento contra esse tipo de abordagem é que ele se afasta da intuição original que impulsiona o bem-estarismo: que o bem-estar é a única coisa intrinsecamente valiosa. Mas a igualdade é uma relação entre entidades e não intrínseca a nenhuma delas. Um requisito importante geralmente associado às teorias bem-estaristas é que elas devem ser neutras em relação aos agentes (agent-neutral). De acordo com a neutralidade agencial, não deve importar a quem pertence o bem-estar, mas apenas que seja mais alto ou melhor distribuído em geral.
O bem-estarismo como teoria do valor pode ser interpretado como um compromisso teórico do utilitarismo junto com o consequencialismo.  O consequencialismo é a teoria de que apenas atos que levam ao melhor resultado global possível são moralmente requeridos ou permitidos. O consequencialismo por si só deixa aberto como avaliar qual dos dois resultados possíveis é melhor. Mas este tema é abordado pelo bem-estarismo. Combinados, eles constituem o utilitarismo, ou seja, a visão de que se deve agir de forma a produzir "a maior quantidade de bem para o maior número".

## Como uma teoria moral
Alguns autores consideram que o bem-estarismo inclui a tese ética de que a moralidade depende fundamentalmente do bem-estar dos indivíduos. Neste sentido, o bem-estarismo é geralmente visto como uma forma de consequencialismo, que sustenta que as ações, políticas ou regras devem ser avaliadas com base em suas consequências. Mas às vezes também é definido em um sentido mais geral como consistindo em três teses: que o bem-estar individual existe, que tem significado moral e que nada mais tem significado moral.
É comumente aceito por muitas teorias éticas que as considerações de bem-estar desempenham um papel importante para como se deve agir. Por exemplo, ao aprender que uma alternativa é melhor em termos de bem-estar que outra, o agente geralmente tem uma razão para agir de tal maneira que produza a primeira alternativa em vez da segunda. Mas o bem-estarismo em seu sentido ético, vai além deste acordo de senso comum ao sustentar que, em última instância, o bem-estar é a única coisa que importa em termos do que se deve fazer. Isto envolve não apenas determinar o que é melhor, mas também inclui o fator do que está no poder do agente para fazer, ou seja, quais ações possíveis estão disponíveis para o agente.

## Natureza do bem-estar
A questão da natureza do bem-estar é no centro de muitos debates sobre o bem-estarismo. Em muitos casos, depende da concepção de bem-estar se um certo argumento a favor ou contra o bem-estarismo é bem-sucedido. Em seu sentido mais geral, bem-estar se refere ao que é bom para alguém ou o que faz uma vida valer a pena viver. Isto é geralmente entendido como um componente subjetivo, ou seja, que o bem-estar sempre pertence a um indivíduo e é expresso por como esse indivíduo se sente. Apesar da caracterização comum em termos positivos, o bem-estar é geralmente entendido como ocorrendo em graus que também podem ser negativos. O termo "bem-estar" é frequentemente usado como sinônimo de outros termos, como bem pessoal, estar no interesse do agente, valor prudencial, eudaimonia e utilidade. É geralmente aceito que apenas seres sencientes são capazes de bem-estar.
As teorias de bem-estar tentam dar um relato mais substancial do que constitui o bem-estar, além das características gerais acima mencionadas. Essas teorias podem ser divididas em teorias hedonistas, teorias do desejo e teorias de listas objetivas. Os hedonistas sustentam que todas e apenas as experiências de prazer e dor constituem o bem-estar de alguém. Neste contexto, o prazer e a dor são entendidos no sentido mais amplo, ou seja, como tudo o que se sente bem ou mal. Os casos paradigmáticos são experiências sensoriais associadas, por exemplo, a sexo ou lesão. Mas também inclui outros tipos de experiências, como a alegria intelectual ao compreender uma nova teoria ou como sofrer uma crise existencial.
De acordo com as teorias do desejo, bem-estar consiste no cumprimento de desejos ou em conseguir o que se quer. Em muitos casos concretos, os hedonistas e os teóricos do desejo estão de acordo, já que o cumprimento de desejos e o prazer muitas vezes andam de mãos dadas: conseguir o que se quer tende a ser prazeroso, assim como não consegui-lo tende a ser desagradável. Mas há algumas exceções em que os dois se separam. Este é o caso, por exemplo, quando o agente não sabe que um de seus desejos já foi cumprido. Outro contra-exemplo é devido aos maus desejos, cujo cumprimento teria consequências terríveis para o agente. Para evitar estes contra-exemplos, algumas teorias do desejo focam não no que o agente realmente deseja, mas no que o agente desejaria se estivesse bem informado.
As teorias de listas objetivas contrastam com o hedonismo e as teorias do desejo, pois incluem fatores objetivos que são independentes dos estados mentais do agente. Tais fatores podem incluir a amizade, ter virtudes ou aperfeiçoar a natureza humana. As objeções às teorias de listas objetivas muitas vezes se centram na plausibilidade da afirmação de que fatores independentes do sujeito podem determinar o bem-estar de uma pessoa, mesmo se a pessoa não se preocupe com estes fatores. Por exemplo, é questionável se ter amigos melhoraria o bem-estar de alguém que não se importa com a amizade.

## Argumentos a favor e contra
Vários argumentos a favor e contra o bem-estarismo foram apresentados na literatura acadêmica. Esses argumentos às vezes são dirigidos especificamente ao próprio bem-estarismo. Mas frequentemente surgem em discussões de outras teorias, como o utilitarismo ou o hedonismo, e são dirigidos ao bem-estarismo apenas implicitamente ao afetar os aspectos bem-estaristas dessas teorias.

### A favor
Um argumento comumente citado a favor do bem-estarismo é que nada seria bom ou mau em um mundo sem seres sencientes. Portanto, não importaria se um mundo assim tivesse água limpa, aquecimento global ou desastres naturais. A razão disso é que, segundo o bem-estarismo, não haveria nem bem-estar positivo nem negativo: nada importaria porque nada teria um impacto no bem-estar de ninguém. Outro argumento é que muitas das coisas comumente vistas como valiosas têm um impacto positivo no bem-estar de alguém. Neste sentido, a saúde e a prosperidade econômica são valiosas porque tendem a aumentar o bem-estar geral. Por outro lado, muitas coisas consideradas más, como doença ou ignorância, tendem a ter um impacto negativo no bem-estar, de forma direta ou indireta. Há também vários argumentos indiretos a favor do bem-estarismo na forma de críticas aos concorrentes teóricos do bem-estarismo. Às vezes, afirma-se que alguns deles não conseguem distinguir corretamente entre o que é valioso de alguma forma e o que é valioso em última instância, ou que não levam em conta todas as consequências.

### Contra
Um argumento importante contra o bem-estarismo diz respeito ao valor do prazer. Há um consenso muito amplo entre os bem-estaristas de que o prazer é o único ou pelo menos um constituinte central do bem-estar. O problema surge devido ao fato de que nem todos os prazeres parecem ser igualmente valiosos. Tradicionalmente, este debate se concentrava na diferença entre prazeres inferiores e superiores. John Stuart Mill, por exemplo, argumentou que os prazeres inferiores do corpo são menos valiosos que os prazeres superiores da mente. Segundo esta visão, o prazer que se tem ao estudar uma teoria filosófica é mais valioso que o prazer que se tem ao comer no restaurante favorito, mesmo se os graus destes dois prazeres sejam iguais. Se for verdade, isso representaria uma objeção importante ao bem-estarismo puro, já que aponta para uma fenda entre o grau de bem-estar e o valor. Mas esse problema pode ser evitado pelo bem-estarismo impuro. No debate contemporâneo, tem sido sugerido que algumas formas de prazer têm até mesmo um valor negativo, por exemplo, prazeres maliciosos como schadenfreude. Tais exemplos representam problemas ainda mais sérios para o bem-estarismo, já que o prazer parece ser bom para o agente e, portanto, constitui bem-estar, embora, ao mesmo tempo, tem um valor negativo. Uma resposta a este tipo de contra-exemplo é sustentar que os prazeres maliciosos têm valor positivo e argumentar que o elemento negativo não diz respeito ao valor simpliciter da experiência do prazer em si, mas sim ao valor moral do caráter da pessoa.
Outro tipo de objeção se concentra no valor da beleza. Neste sentido, foi afirmado que as coisas belas possuem um valor que é independente do bem-estar de qualquer pessoa. G. E. Moore, por exemplo, sustenta que um mundo é melhor se é belo do que se é feio, mesmo se não contém seres sencientes. Mas nem todos compartilham a intuição de Moore a respeito deste exemplo. Neste sentido, foi argumentado que o valor da beleza não reside no objeto belo por si só, mas na experiência positiva do mesmo. Um argumento semelhante contra o bem-estarismo deve-se a Susan Wolf, que afirma que não se pode explicar o valor das grandes obras de arte focalizando apenas o bem-estar que elas causam. Ben Bramble se opôs a esta linha de argumentação, apontando que grandes obras de arte podem causar bem-estar de várias formas. Estas formas não se restringem apenas ao prazer que se tem ao percebê-las, mas incluem outros componentes, como a motivação para descobrir obras de arte semelhantes ou para compartilhar a experiência com amigos.
Mais um problema surge ao comparar alternativas nas quais o bem-estar em jogo não pertence às mesmas pessoas em ambas as alternativas, mas a pessoas diferentes. Este é o caso, por exemplo, ao decidir se seria melhor para as gerações futuras ter um número baixo de pessoas, cada uma com um bem-estar muito alto, em contraste com um número alto de pessoas, cada uma com um bem-estar que é apenas ligeiramente positivo. Segundo uma perspectiva, o que conta é o bem-estar total. Nesta visão, ter um número suficiente de pessoas com um bem-estar ligeiramente positivo seria melhor que ter poucas pessoas com um bem-estar muito alto. Este ponto de vista foi rejeitado por Derek Parfit, que o chamou de "conclusão repugnante". Outra solução sustenta que o que importa não é o bem-estar total, mas o bem-estar médio. Nesta visão, a alternativa de poucas pessoas com um bem-estar muito alto seria preferível.
Uma linha de argumentação diferente sugere que o bem-estarismo é falso, já que, estritamente falando, não há bem-estar. A ideia subjacente dessa tese é que o bem-estar é o que é bom para alguém. Com base nessa definição, G. E. Moore argumenta que não há bem-estar, pois a bondade não pode ser restrita a uma pessoa neste sentido, ou seja, há bom ou mau em um sentido absoluto, mas não há bom ou mau para alguém.
Outra crítica, dirigida especificamente ao bem-estarismo puro, é baseada na intuição comum de que as pessoas moralmente boas merecem um alto grau de bem-estar, mas as pessoas moralmente más não. Neste sentido, o bem-estar das pessoas moralmente más ou seria menos valioso ou até mesmo teria um valor negativo. Immanuel Kant expressa uma ideia semelhante ao afirmar que o bem supremo é "virtude e felicidade juntas ... em uma pessoa". Este ponto também é enfatizado por W. D. Ross, que sustenta que a "justiça", definida como felicidade em proporção ao mérito, é intrinsecamente valiosa. Os bem-estaristas impuros podem acomodar esta intuição sustentando que o bem-estar das pessoas moralmente más tem menos valor. Mas esse ajuste não está disponível para o bem-estarismo puro.
Outra objeção, que diz respeito ao bem-estarismo puro em particular, é devida à impressão comum de que é mais importante aumentar o bem-estar daqueles que estão em piores condições. Assim, diante da questão de se aumentar o bem-estar de uma pessoa feliz ou de uma pessoa infeliz, deve-se beneficiar a pessoa infeliz. Esta intuição parece se basear na ideia de que o que importa não é apenas um alto bem-estar total, como sugere o bem-estarismo puro, mas também uma distribuição equitativa. Uma maneira de explicar a intuição inicial é formular o problema não em termos de bem-estar, mas em termos de recursos. Neste sentido, dar cem dólares a uma pessoa pobre seria melhor que dá-lo a uma pessoa rica. Isto pode ser explicado pelo bem-estarismo puro, já que a mesma quantidade de recursos significaria mais para a pessoa pobre e, portanto, teria um impacto maior em seu bem-estar.